# Carea viridipicta
Carea viridipicta är en fjärilsart som beskrevs av George Francis Hampson 1896. Carea viridipicta ingår i släktet Carea och familjen trågspinnare. Inga underarter finns listade i Catalogue of Life.